# The Swimming Hole
The Swimming Hole est un tableau du peintre américain Thomas Eakins réalisé en 1884-1885. C'est une huile sur toile représentant six hommes nus se baignant au bord d'un lac et s'inspirant de photographies prises par l'artiste.